# Cracovia (piłka nożna) w sezonie 1948
Liga w piłce nożnej 1948 – 14. edycja najwyższych w hierarchii rozgrywek ligowych polskiej klubowej piłki nożnej, pierwsza po II wojnie światowej.
Tytułu broniła Warta Poznań. Mistrzostwo zdobyła Cracovia.

## Mecz o mistrzostwo
Źródło:
Cracovia - Wisła Kraków 3:1
Cracovia i Wisła Kraków zakończyły rozgrywki z identycznym dorobkiem punktowym (obie po 38 punktów). Lepszy bilans bramek miała Wisła (+52, przy +35 Cracovii). W spotkaniach bezpośrednich lepsza była Cracovia (Wisła-Cracovia 0:2, Cracovia-Wisła 1:1). O tytule mistrzowskim decydował jednak dodatkowy mecz na neutralnym stadionie. 5 grudnia 1948 na stadionie Garbarni Kraków Cracovia pokonała Wisłę 3:1 i to ona została mistrzem.
Rozegrany na neutralnym stadionie Garbarni dodatkowy barażowy mecz decydujący o tytule Mistrza Polski.
Grająca bez dwóch swoich czołowych graczy Cracovia, mimo straty gola już w 1 minucie, doprowadziła do wyrównania, a potem zdecydowanie pokonała swojego rywala zdobywając mistrzostwo Polski.
- 0:1 – T. Legutko (1')
- 1:1 – St. Różankowski (44')
- 2:1 – Cz. Szeliga (45')
- 3:1 – St. Różankowski (74')

 Mistrzem została Cracovia.